# Mangifera superba
Mangifera superba är en sumakväxtart som beskrevs av Joseph Dalton Hooker. Mangifera superba ingår i släktet Mangifera och familjen sumakväxter. Inga underarter finns listade i Catalogue of Life.